# Watkin Williams-Wynn (4e baronnet)
Watkin Williams-Wynn, 4e baronnet (23 septembre 1749 - 24 juillet 1789), est un propriétaire terrien gallois, un homme politique et un mécène des arts. La lignée des baronnets Williams-Wynn est fondée en 1688 par l'homme politique William Williams (1er baronnet) et hérite, à l'époque du 3e baronnet, le père de Sir Watkin, des domaines des baronnets Wynn, et changent leur nom pour refléter cela.

## Biographie

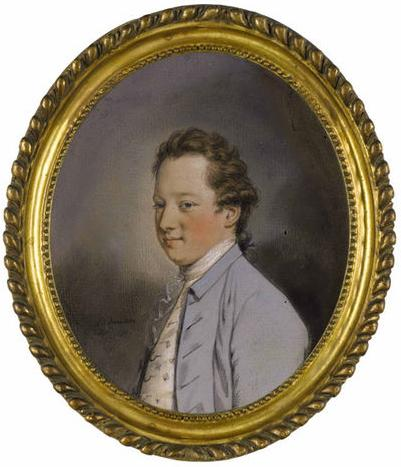
Portrait de sir Watkin Williams-Wynn

Il est le fils aîné du deuxième mariage de son père, Sir Watkin Williams-Wynn (3e baronnet), avec Frances Shackerley de Cheshire. Il est un bébé lorsque son père est tué par une chute de cheval alors qu'il partait à la chasse. Il hérite des vastes domaines de Wynnstay, les plus vastes du nord du pays de Galles. Celles-ci chevauchent au moins cinq comtés gallois et s'étendent dans le Shropshire en Angleterre et rapportent un revenu locatif estimé à 20 000 £ - une somme très substantielle à l'époque, qu'il dépense avec enthousiasme et succès. À sa majorité en 1770, il organise une fête extravagante pour 15 000 invités ; les factures enregistrent une consommation de « 31 bœufs, 50 porcs, 50 veaux, 80 moutons, 18 000 œufs… ». Un costume brodé qu'il aurait porté à cette occasion est en possession du Musée national du pays de Galles.
La famille est puissante en politique depuis plusieurs générations et Sir Watkin contrôle effectivement plusieurs sièges au Parlement et dirige une faction conservatrice à la Chambre des communes, bien qu'il soit moins impliqué dans la politique que son père et a tendance à ne pas diriger sa faction de manière décisive. L'influence de la famille diminue pendant sa longue minorité. Sir Watkin est député de Shropshire de 1772 à 1774 et du Denbighshire de 1774 jusqu'à sa mort en 1789. Il est critiqué pour sa faible participation. Il est Lord Lieutenant du Merionethshire de 1775 à 1789.

## Famille
Il se marie deux fois, en avril 1769 avec Lady Henrietta Somerset, décédée peu de temps après, en juillet 1769, et en décembre 1771 avec Lady Charlotte Grenville, fille d'un ancien Premier ministre whig. Il a trois fils et deux filles de ce deuxième mariage, dont Sir Watkin Williams-Wynn (5e baronnet) et Charles Williams-Wynn (1775-1850). Sa fille, Henrietta Elizabeth Williams-Wynn, épouse Thomas Cholmondeley (1er baron Delamere) de Vale Royal (né le 9 août 1767, décédé le 30 octobre 1855).

## Patron des arts

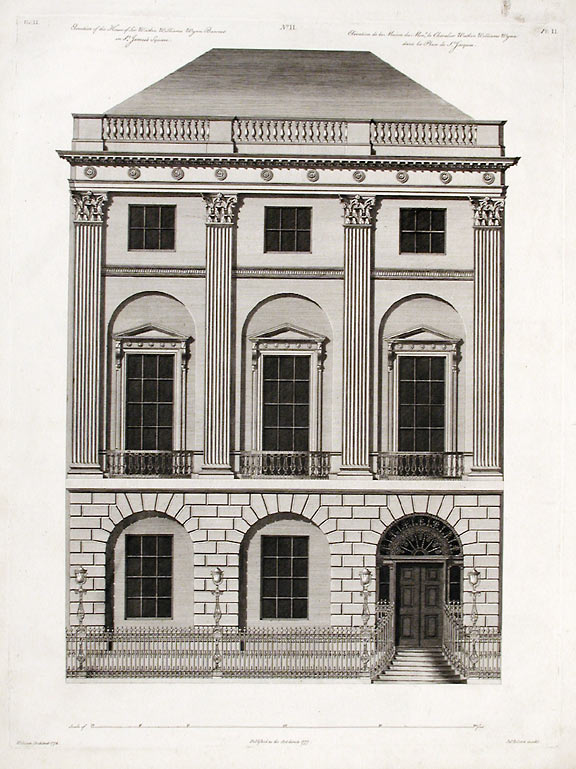
20 Place St Jacques

Sir Watkin fait un Grand Tour en Europe à partir de juin 1768 et revient en février de l'année suivante pour son mariage en avril. À Rome, Pompeo Batoni le peint avec quelques compagnons. Un sujet classique, Bacchus et Ariane, est commandé plus tard, en 1774. Le service de toilette Rococo en vermeil qu'il offre à sa première femme, de l'orfèvre londonien Thomas Heming, se trouve maintenant au Musée national du pays de Galles. Le monument funéraire néoclassique pour elle est de Joseph Nollekens, dans l'église St Mary, Ruabon, Clwyd.
Sir Watkin joue un rôle important dans le développement de l’art au pays de Galles, en tant que premier protecteur de la peinture de paysage, qui devient plus tard le plus grand domaine d’activité artistique du pays de Galles. Il amène Richard Wilson et Paul Sandby à son siège à Wynnstay, Sandby restant six semaines à l'été de 1770, donnant des leçons à la famille ainsi que de la peinture lors de son premier séjour au pays de Galles. L'année suivante, Sandby revient et du 21 août au 4 septembre 1771, Sir Watkin et lui-même parcourent les montagnes du nord du pays de Galles. À partir des croquis de la tournée, Sandby publie en 1776 douze aquatintes Vues au nord du pays de Galles et cinq de ses Vues au pays de Galles en 1777. Des séries correspondantes du sud du pays de Galles sont venues de ses tournées là-bas avec Sir Joseph Banks, qui commande la série entière. Une tournée plus ambitieuse ensemble en Italie est prévue mais annulée après le second mariage de Sir Watkin.
Sir Watkin charge Robert Adam de construire le St James's Square 20–21 à Londres entre 1771 et 1775. Sir Joshua Reynolds reçoit plusieurs commandes de Sir Watkin, dont certaines restent avec la famille. Parmi ceux-ci figurent un portrait de lui avec sa première épouse en costume « Van Dyck » et un autre représentant de sa seconde épouse avec ses enfants, vers 1784, l'un avec sa mère (1768-1769, National Gallery, Londres), l'un de Sir Watkin présidant la Société des Dilettanti (1777, maintenant prêtée au club de Brooks), et l’un de ses fils aîné, Jean-Baptiste.
Il soutient les Concerts of Antient Music et est caricaturé par James Gillray dans une représentation du roi George III d’Angleterre assistant à celui qu’il a organisé.